# شهرستان لینکلن (کانزاس)
شهرستان لینکلن، کانزاس (به انگلیسی: Lincoln County, Kansas) یک سکونتگاه مسکونی در ایالات متحده آمریکا است که در کانزاس واقع شده‌است.